# Lydio Martins Corrêa
Lydio Martins Corrêa (Santos,15 de julho de 1909 - Guarujá, 09 de janeiro de 1983) foi um marítimo, atleta, político, músico e poeta.

## Vida
Lydio Martins Corrêa nasceu na cidade de Santos, Estado de São Paulo, no dia 15 de julho de 1909. Filho de Joaquim Martins Corrêa e Aida da Silva Corrêa, foi o segundo filho de uma prole de 21 irmãos.
Começou a trabalhar desde muito cedo. Por conta disso, não teve chance de ir ao colégio ou concluir qualquer curso. Conseguiu estudar até o terceiro ano do Curso Comercial no Colégio Liceu São Paulo, em Santos. Os boletins, que até hoje existem, atestam que Lydio era um ótimo aluno, especialmente em Matemática e Português.
Na juventude, praticava diversas modalidades esportivas, como o boxe, arremesso de peso e dardos, salto com varas e levantamento de pesos. Cultuava muito seu corpo; era um atleta perfeito. Amealhou inúmeras medalhas, de campeão e vice, que guardava com muito orgulho.
Quando adulto, trabalhava em uma oficina mecânica marítima. Por muitos anos foi torneiro mecânico, fabricando peças específicas para a área naval. Abriu sua própria oficina mecânica na Avenida Conselheiro Nébias, esquina com a Rua Sete de Setembro, em Santos.
Mudou-se para o Guarujá, local onde foi proprietário de outra oficina. Foi nessa época em que Lydio conseguiu a Carta Marítima de 1° Maquinista, o que lhe propiciou trabalhar em diversos navios mercantes como chefe de máquinas.
Em 1931, casou-se com Eliza Morone Corrêa, com quem teve cinco filhos : Guliart, Archimedes, Rubens, Jurandir e Lydio Junior. Jurandir faleceu ainda pequeno; atualmente, somente Guliart, Archimedes e Lydio Junior são vivos.
Foi vereador no então recém criado município do Guarujá, no período de 1949 a 1954. Na Câmara dos Vereadores deste município, assumiu os cargos de Primeiro Secretário e Presidente. Lydio demonstrou ser um grande orador e magistral redator. Foi nesse período em que começou a escrever seus primeiros sonetos, mostrando todo seu potencial como poeta. Iniciou, ainda nessa época, os estudos do idioma britânico, outra de suas paixões.
Tinha como referências literárias Castro Alves, Augusto dos Anjos e J. G. de Araújo Jorge, além dos poetas santistas Vicente de Carvalho e Martins Fontes, o qual possuía a obra completa.
Lydio também era um grande músico. Seu instrumento favorito era o saxofone, mas executava de forma similar o clarinete. Aos domingos, apresentava-se no Salão de Bailes do bairro da Bocaina, na Vila Itapema, atual Distrito de Vicente de Carvalho, no Guarujá, onde viveu praticamente toda sua vida.
Já sexagenário, tornou-se professor de inglês para principiantes. Várias horas de estudo por dia e uma viagem de 6 meses pela Inglaterra, no início dos anos 70, tornaram Lydio fluente neste idioma, já que tinha muita facilidade no aprendizado.
Faleceu em 09 de janeiro de 1983, vítima de insidiosa doença, no Hospital Santo Amaro, na cidade do Guarujá, Estado de São Paulo.

## Homenagens
Em 1984, a Câmara Municipal do Guarujá homenageou Lydio Martins Corrêa, trazendo a público o livro Versos D´Alma, financiado pela própria Municipalidade. Essa obra, de 182 páginas, reúne suas principais composições, escritas entre as décadas de 1950 e 1980. O leitor sente o amor de Lydio à sua querida Guarujá, em especial ao Itapema, à sua família e aos seus companheiros, bem como a métrica perfeita dos sonetos que ele canta e encanta com carinho e sensibilidade.
Após o lançamento de Versos D´Alma, Lydio ficou conhecido como Poeta do Guarujá, título recebido da opinião pública.
No início da década de 1990, a Câmara Municipal concedeu nova homenagem a Lydio, dando seu nome a uma importante via pública da cidade, que liga a Rodovia SP-248/55 até a Avenida D. Pedro I, na praia da Enseada, passando pela Avenida da Saudade, na Vila Júlia.
Em 2008, a Associação Guarujaense de Escritores lançou o Prêmio Estudantil de Poesia Lydio Martins Corrêa, com o objetivo de estimular, desenvolver a literatura e a poesia nas escolas da rede de ensino do Guarujá.